# Nummer 1-hits in de Billboard Hot 100 in 1966
Deze hits stonden in 1966 op nummer 1 in de Billboard Hot 100.
| Datum        | Artiest                       | Titel                            |
| ------------ | ----------------------------- | -------------------------------- |
| 1 januari    | Simon & Garfunkel             | The sound of silence             |
| 8 januari    | The Beatles                   | We can work it out               |
| 15 januari   | The Beatles                   | We can work it out               |
| 22 januari   | Simon & Garfunkel             | The sound of silence             |
| 29 januari   | The Beatles                   | We can work it out               |
| 5 februari   | Petula Clark                  | My love                          |
| 12 februari  | Petula Clark                  | My love                          |
| 19 februari  | Lou Christie                  | Lightnin' strikes                |
| 26 februari  | Nancy Sinatra                 | These boots are made for walkin' |
| 5 maart      | S/Sgt. Barry Sadler           | The ballad of the green berets   |
| 12 maart     | S/Sgt. Barry Sadler           | The ballad of the green berets   |
| 19 maart     | S/Sgt. Barry Sadler           | The ballad of the green berets   |
| 26 maart     | S/Sgt. Barry Sadler           | The ballad of the green berets   |
| 2 april      | S/Sgt. Barry Sadler           | The ballad of the green berets   |
| 9 april      | The Righteous Brothers        | (You're my) Soul and inspiration |
| 16 april     | The Righteous Brothers        | (You're my) Soul and inspiration |
| 23 april     | The Righteous Brothers        | (You're my) Soul and inspiration |
| 30 april     | The Young Rascals             | Good lovin'                      |
| 7 mei        | The Mamas & the Papas         | Monday, Monday                   |
| 14 mei       | The Mamas & the Papas         | Monday, Monday                   |
| 21 mei       | The Mamas & the Papas         | Monday, Monday                   |
| 28 mei       | Percy Sledge                  | When a man loves a woman         |
| 4 juni       | Percy Sledge                  | When a man loves a woman         |
| 11 juni      | The Rolling Stones            | Paint it black                   |
| 18 juni      | The Rolling Stones            | Paint it black                   |
| 25 juni      | The Beatles                   | Paperback writer                 |
| 2 juli       | The Beatles                   | Paperback writer                 |
| 9 juli       | Frank Sinatra                 | Strangers in the night           |
| 16 juli      | Tommy James and the Shondells | Hanky panky                      |
| 23 juli      | Tommy James and the Shondells | Hanky panky                      |
| 30 juli      | The Troggs                    | Wild thing                       |
| 6 augustus   | The Troggs                    | Wild thing                       |
| 13 augustus  | The Lovin' Spoonful           | Summer in the city               |
| 20 augustus  | The Lovin' Spoonful           | Summer in the city               |
| 27 augustus  | The Lovin' Spoonful           | Summer in the city               |
| 3 september  | Donovan                       | Sunshine superman                |
| 10 september | The Supremes                  | You can't hurry love             |
| 17 september | The Supremes                  | You can't hurry love             |
| 24 september | The Association               | Cherish                          |
| 1 oktober    | The Association               | Cherish                          |
| 8 oktober    | The Association               | Cherish                          |
| 15 oktober   | The Four Tops                 | Reach out, I'll be there         |
| 22 oktober   | The Four Tops                 | Reach out, I'll be there         |
| 29 oktober   | ? & the Mysterians            | 96 tears                         |
| 5 november   | The Monkees                   | Last train to Clarksville        |
| 12 november  | Johnny Rivers                 | Poor side of town                |
| 19 november  | The Supremes                  | You keep me hangin' on           |
| 26 november  | The Supremes                  | You keep me hangin' on           |
| 3 december   | The New Vaudeville Band       | Winchester Cathedral             |
| 10 december  | The Beach Boys                | Good vibrations                  |
| 17 december  | The New Vaudeville Band       | Winchester Cathedral             |
| 24 december  | The New Vaudeville Band       | Winchester Cathedral             |
| 31 december  | The Monkees                   | I'm a believer                   |

1940 ·
1941 · 
1942 ·
1943 ·
1944 ·
1945 ·
1946 ·
1947 ·
1948 ·
1949 ·
1950 ·
1951 ·
1952 ·
1953 ·
1954 ·
1955 ·
1956 ·
1957 ·
1958 ·
1959 ·
1960 ·
1961 ·
1962 ·
1963 ·
1964 ·
1965 ·
1966 ·
1967 ·
1968 ·
1969 ·
1970 ·
1971 ·
1972 ·
1973 ·
1974 ·
1975 ·
1976 ·
1977 ·
1978 ·
1979 ·
1980 ·
1981 ·
1982 ·
1983 ·
1984 ·
1985 ·
1986 ·
1987 ·
1988 ·
1989 ·
1990 ·
1991 ·
1992 ·
1993 ·
1994 ·
1995 ·
1996 ·
1997 ·
1998 ·
1999 ·
2000 ·
2001 ·
2002 ·
2003 ·
2004 ·
2005 ·
2006 ·
2007 ·
2008 ·
2009 ·
2010 ·
2011 ·
2012 ·
2013 ·
2014 ·
2015 ·
2016 ·
2017 ·
2018 ·
2019 ·
2020 ·
2021 ·
2022 ·
2023
- Nederland (Top 40)
- Duitsland
- Verenigd Koninkrijk
- Verenigde Staten (Hot 100)